# II. Ernő osztrák herceg
II. Ernő (Bruck an der Mur, 1377 –  Bruck an der Mur, 1424. június 10.), ragadványnevén Vas Ernő, stájer, karintiai és krajnai (belső-ausztriai) herceg, a Habsburg-ház rangidős tagja 1411-től.

## Élete
III. Lipót osztrák herceg és Viridis Visconti milánói hercegnő harmadik fia volt. Apja halála után nagybátyja, III. Albert gyámsága alá került. 1401-ben elkísérte Rupert német királyt itáliai hadjáratára. Legidősebb bátyja, Vilmos halála után két fivérével, Lipóttal és Frigyessel együtt lépett trónra. Az 1406-os egyezmény értelmében Ernő kapta Stájerországot, Karintiát és Krajnát és Ausztria társhercege lett bátyja, IV. Lipót mellett, aki unokatestvérük V. Albert gyámja is volt. Ennek a gyámviszonynak a felbomlása polgárháborút eredményezett Lipót és Ernő között 1407-ben. A harcok egészen 1409 májusáig tartottak. Lipót 1411-es halála után ő lett a Habsburg család feje (mivel bátyja nem hagyott hátra utódot). Ő volt az utolsó herceg akit a hagyományok szerint koronáztak Karintia hercegévé. Ekkor vette fel a főhercegi címet. Ő volt az első Habsburg aki „törvényesen” viselte ezt a IV. Rudolf által kitalált címet.
Ernő folyamatos harcban állt Luxemburgi Zsigmond német királlyal 1412-től kezdve. Amikor 1417-ben a császár kiátkozta öccsét, IV. Frigyest, Ernő elsőként lépett fel Frigyes földjeinek birtoklási jogáért. Ám később szövetkezett öccsével és sikeresen megvédték Tirolt a császári előrenyomulástól.
Ernőt a reini ciszterci kolostorba temették. A Vas melléknevét csak halála után ruházták rá.

## Családja és gyerekei
Első felesége Pomerániai Margit volt, második pedig Masoviai Cymburgis, aki kilenc gyermeket szült neki.
1. V. Frigyes (1415. szeptember 21. – 1493. augusztus 19.)
2. Margit (1416/17 – 1486. február 12.) 1431. június 3-án hozzáment II. Frigyes szász választófejedelemhez.
3. VI. Albert (1418. december 18. – 1463. december 2.)
4. Sándor (? – 1420)
5. Rudolf (meghalt 1424 előtt)
6. Katalin (1424 – 1493. szeptember 11.) 1447. július 15-én ment hozzá I. Károly baden-badeni őrgrófhoz.
7. Lipót (meghalt 1424 előtt)
8. Anna (? – 1429. november 11.)
9. II. (III.) Ernő (? – 1432. augusztus 10.)

Fia, V. Frigyes örökölte Belső-Ausztriát, és 1457-ben Utószülött László halálával a Lipót-ág túlélte az Albert-ágat, és Ernő lett az összes későbbi Habsburg császár ősapja.
| Előző uralkodó: Vilmos | Ausztria hercege 1406 – 1424 Belső-Ausztriában | Következő uralkodó: V. Frigyes és VI. Albert |